# 直茎红景天
直茎红景天（学名：Rhodiola recticaulis）为景天科红景天属下的一个种。

## 扩展阅读
維基物種上的相關：直茎红景天